# Roll with It
Roll with It — пятый сольный студийный альбом Стива Уинвуда, выпущенный 20 июня 1988 года лейблом Virgin Records. Он стал одним из самых коммерчески успешных альбомов Уинвуда, достигнув #4 в UK Albums Chart и  #1 в Billboard 200. Было продано более трех миллионов копий альбома.
По словам музыкального критика (William Ruhlmann), на этом альбоме Уинвуду удалось «заново ввести некоторые элементы ритм-энд-блюза в стиле The Spencer Davis Group и некоторые психоделические эффекты раннего Traffic, хотя это также эффективное продолжение линии, начатой в альбоме Back in the High Life.».

## Список композиций
Авторы всех песен Стив Уинвуд и Will Jennings, кроме специально отмеченных.
Сторона А
1. "Roll with It" (Winwood, Jennings, Holland-Dozier-Holland) – 5:17
2. "Holding On" – 6:14
3. "The Morning Side" – 5:12
4. "Put on Your Dancing Shoes" – 5:10

Сторона Б
1. "Don't You Know What the Night Can Do?" – 6:53
2. "Hearts on Fire" (Winwood, Jim Capaldi) – 5:14
3. "One More Morning" – 4:58
4. "Shining Song" – 5:29

## Позиции в чартах
| Chart (1988)                           | Position |
| -------------------------------------- | -------- |
| Australian ARIA Albums Chart           | 16       |
| Canadian RPM Albums Chart              | 3        |
| Dutch Mega Albums Chart                | 21       |
| Japanese Oricon Albums Chart           | 53       |
| New Zealand Albums Chart               | 16       |
| Norwegian Albums Chart                 | 11       |
| Swedish Albums Chart                   | 3        |
| Swiss Albums Chart                     | 4        |
| UK Albums Chart                        | 4        |
| US Billboard 200                       | 1        |
| US Billboard Top R&B/Hip-Hop Albums    | 93       |
| West German Media Control Albums Chart | 7        |

| Chart (1988)     | Position |
| ---------------- | -------- |
| US Billboard 200 | 34       |

## Участники записи
- Steve Winwood – lead vocals, backing vocals (1, 2, 4–6, 8), acoustic piano (1, 7), Hammond organ (1, 2, 6, 7), Fairlight programming (1, 2, 4–6, 8), bass guitar (1, 7), drums (1), keyboards (2-5, 8), guitar (2, 4, 7), Moog bass (3), Minimoog solo (8)
- Mike Lawler – keyboards (1-8)
- Robbie Kilgore – keyboards (2, 4, 8)
- Paul Pesco – guitar (3, 6)
- John Robinson – drums (2-7)
- Bashiri Johnson – percussion (2-5, 7)
- Jimmy Bralower – percussion (4, 8), drum machine (4, 8)
- Tom Lord-Alge – tambourine (8)
- The Memphis Horns  – horn arrangements (1, 2, 6, 7)
  - Andrew Love –  tenor saxophone, sax solo (1)
  - Wayne Jackson – trombone, trumpet
- Mark Williamson – backing vocals (1, 2, 4–6, 8)
- Tessa Niles – backing vocals (1, 2, 4–6, 8)